# Sphaerobothria hoffmanni
Sphaerobothria hoffmanni là một loài nhện trong họ Theraphosidae. Chúng thuộc chi đơn loài Sphaerobothria, được Ferdinand Karsch miêu tả năm 1879, thường xuất hiện ở Costa Rica và Panama.